# Registro indiano
Il Registro indiano è l'attestazione ufficiale degli Indiani con status (Status Indians) o Indiani registrati (Registered Indians) in Canada. Gli Indiani con status hanno diritti e benefici che non sono concessi agli Indiani non registrati, agli Inuit o ai Métis, di cui i principali includono la concessione delle riserve e dei diritti ad esse associate, una stagione di caccia prolungata, un diritto di portare armi meno restrittivo, un'esenzione dalle imposte federali e provinciali e maggiore libertà nella gestione delle licenze per il gioco d'azzardo e il tabacco attraverso minori tasse e interferenze del governo.
In base al Censimento del 2016, in Canada su 977.235 persone che si dichiarano membri delle Prime Nazioni (Indiani nordamericani), 820.120 sono Indiani registrati.

## Storia
Nel 1851 il governo coloniale del Nord America Britannico cominciò a tenere traccia degli Indiani e delle bande che avevano diritto ai benefici previsti dal trattato. Per 100 anni, i singoli agenti indiani fecero liste degli Indiani che appartenevano a ciascuna banda. Nel 1951, fu istituito l'attuale Registro indiano per mezzo di un emendamento alla Legge sugli Indiani, e le molte liste delle bande furono combinate in una sola.
Nel 1985, la Legge sugli Indiani fu emendata di nuovo con l'obiettivo di ripristinare lo status di Indiani a favore di persone che lo avevano perso a causa di disposizioni discriminatorie della Legge, nonché a favore dei loro figli. In questo modo oltre 100.000 persone che avevano perso il loro status sono state da allora aggiunte al Registro.

## Status di indiano
La lista è tenuta dagli Affari indigeni e settentrionali Canada (Indigenous and Northern Affairs Canada (INAC)), un dipartimento del governo canadese. L'autorità per determinare chi sarà registrato è attribuita in via esclusiva all'addetto al Registro (Registrar), che è un funzionario dello stesso dipartimento.

### Revoca dello status
Le ragioni ostative per revocare lo status erano:
- sposare un uomo che non era un Indiano dotato di status
- affrancamento (fino al 1960, un indiano poteva votare nelle elezioni federali soltanto rinunciando allo status di indiano)
- avere una madre e una nonna paterna che non aveva lo status prima del matrimonio (queste persone perdevano lo status a 21 anni)
- essere nati dalle nozze tra una madre fornita di status e un padre che era privo.

### Prova documentale dello status di indiano
Dal 1956 il governo federale canadese ha emesso un documento di identità per gli individui che hanno lo status in base alla Legge sugli Indiani. Tradizionalmente questi documenti sono stati usati dagli Aborigeni per attraversare la frontiera tra il Canada e gli Stati Uniti.